# Кэ Цзе
Кэ Цзе (кит. трад. 柯洁, пиньинь Kē Jié, род. 1997) — китайский профессиональный игрок в го 9 дана. Считается игроком в го номер один в Китае, с сентября 2014 года Кэ Цзе находится на первом месте в неофициальном мировом рейтинге игроков го Rémi Coulom.

## Биография
Кэ Цзе родился в городском уезде Лишуй провинции Чжэцзян, Китай в 1997 году. Начал учиться играть в го в возрасте 5 лет, его учителем был Чжоу Цзунцян (周宗强). В 2007 впервые выиграл в Национальном чемпионате. В 2008 году получил разряд 1 профессионального дана, а в 2015 — 9 дан.
В январе 2015 завоевал свой первый международный титул чемпиона мира во втором Bailing Cup, победив Цю Цзюнь. С этой победой Кэ Цзе стал самым молодым действующим чемпионом мира.
В декабре 2015 разгромил Ши Юэ (Shi Yue) и стал победителем 20-го кубка Samsung. Таким образом, он является обладателем двух крупных международных титулов, полученных за один год, впервые с 2011 года, когда аналогичный результат показал Ли Седоль.
Третий международный титул Кэ Цзе получил в январе 2016 победой во 2-м Meng Baihe Cup, взяв верх над прославленным южно-корейским игроком в го Ли Седолем. Хотя разрыв по очкам у соперников был минимальный, и при использовании другой системы подсчета очков выиграл бы Ли. Этот титул делает его четвёртым китайским профессиональным игроком в го, выигравшим три международных титула, наряду с Гу Ли, Кун Цзе, Чан Хао.
В марте 2016 он ещё раз встретился с Ли на 17-м Nongshim Cup и также выиграл у него со счетом 7-2.
После череды побед в 2015 и 2016 году, получения 9 дана Кэ Цзе считается новой суперзвездой в мире профессионального го и игроком в го номер один в Китае. С сентября 2014 года Кэ Цзе находится на первом месте в неофициальном мировом рейтинге игроков го Rémi Coulom, обгоняя Пак Чжон Хвана.

## AlphaGo
В марте 2016 генеральный директор и сооснователь DeepMind Демис Хассабис выразил желание выбрать Кэ Цзе следующим оппонентом компьютерной программы AlphaGo, которая победила в октябре 2015 Фань Хуэя (5-0) и в марте 2016 Ли Седоля (4-1). После первой игры AlphaGo с Ли Седолем Кэ Цзе высказал уверенность в своей победе над AlphaGo, но после трех поражений Ли он заявил, что может проиграть программе.
Весной 2017 года было объявлено о матче между Кэ Цзе и AlphaGo на «Future of Go Summit», который пройдет с 23 по 27 мая 2017 года и будет состоять из трёх партий. AlphaGo выиграла все три игры из трёх, это выступление стало для программы последним в соревновательном режиме.